# Yaacov ben Itshaq Ashkenazi
Pour les articles homonymes, voir Ashkenazi.
Rabbi Yaacov ben Itshaq Ashkenazi de Janów (1550-1624) est un posseq connu pour son commentaire en yiddish de la Torah destiné aux femmes Tseno Oureno (צאינה וראינה), en hébreu moderne "Tseenah Oureenah" : "sortez et admirez, filles de Sion" (Cantique des Cantiques 3:11 ).
Il commenta les sections hebdomadaires de la Torah et est spécialisé dans la combinaison de la aggada talmudique et du midrash.
Il traita également de décisions halakhiques et écrivit un ouvrage halakhique en hébreu intitulé Shoresh Yaaqov.
Dans ses autres ouvrages écrits en yiddish, Melitz Yosher (מליץ יושר) et Ha Magid (המגיד), il traite de commentaires du Tanakh.